# الدوري التشيلي الدرجة الثانية
الدوري التشيلي الدرجة الثانية (بالإسبانية: Segunda División Profesional del Fútbol Profesional Chileno)‏ هو المستوى الثالث من نظام الدوري التشيلي لكرة القدم، منذ موسم 2012، تنظمه الرابطة الوطنية التشيلية لكرة القدم للمحترفين.
تم إنشاء الدوري التشيلي الدرجة الثانية في عام 2011.